# مستر سكراف
أندرو كارثي (بالإنجليزية: Andrew Carthy)‏ المعروف بإسمه الفني مستر سكراف (بالإنجليزية: Mr. Scruff)‏ ولد في 10 فبراير 1972 في ماكليسفيلد، المملكة المتحدة. هو منتج تسجيلات ودي جي إنجليزي. يعيش في ستريتفورد، مانشستر الكبرى، حيث درس الفنون الجميلة في حرم بسالتر لين بجامعة شيفيلد هالام. قبل أن يصبح موسيقياً محترفاً، عمل كمخزن أرفف في فرع هازل جروف من كويك سيف.
استلهم اسمه الفني من مظهر وجهه الأشعث وأسلوبه الفريد في الرسم. بدأ مسيرته كي دي جي منذ عام 1992، في البداية في مانشستر وما حولها، ثم على المستوى الوطني. يُعرف بأدائه في عروض الماراثون التي غالباً ما تتجاوز ست ساعات، بالإضافة إلى ذوقه الموسيقي الانتقائي. كما يشتهر بحبه لـ "فنجان شاي لطيف" والرسوم المتحركة الغريبة التي ينتجها بنفسه ويربطها بموسيقاه. في إحدى المقابلات، قال: «الأمر يتعلق ببذل الكثير من الجهد والاهتمام بالتفاصيل. أشعر بالانزعاج إذا لم أخاطر. أنا قاسٍ جداً على نفسي».

## روابط خارجية
- مستر سكراف على موقع IMDb (الإنجليزية)
- مستر سكراف على موقع ميوزك برينز (الإنجليزية)
- مستر سكراف على موقع ميوزك برينز (الإنجليزية)
- مستر سكراف على موقع أول ميوزيك (الإنجليزية)
- مستر سكراف على موقع أول ميوزيك (الإنجليزية)
- مستر سكراف على موقع ديسكوغز (الإنجليزية)
- مستر سكراف على موقع ديسكوغز (الإنجليزية)